# Avienus (Konsul 501)
Flavius Avienus (iunior) war ein spätantiker römischer Politiker, der im späten 5./frühen 6. Jahrhundert wirkte.
Avienus stammte aus der bekannten stadtrömischen Familie der Decier, die seit Kaiser Majorian erheblich an Einfluss gewonnen hatte und ihre hervorgehobene Stellung auch unter den Königen Odoaker und Theoderich bewahren konnte. Er war ein Sohn des Caecina Decius Maximus Basilius, der 480 das Konsulat bekleidet hatte.
Über sein Leben ist nur relativ wenig bekannt. Er bekleidete im Jahr 501 zusammen mit Pompeius das Konsulat. Seine drei Brüder hatten das Amt ebenfalls inne (Albinus im Jahr 493, Theodorus 505 und Inportunus 509), das immer noch mit den höchsten Ehren verbunden war, wenngleich die Inhaber schon seit fünf Jahrhunderten über keine konkreten Machtbefugnisse mehr verfügten.
Avienus übernahm 505/507 zusammen mit seinem Bruder Albinus die zuvor von ihrem Vater ausgeübte Patronage für die Zirkuspartei der Grünen; zu diesem Zeitpunkt trug er bereits den ehrenvollen Titel patricius.